# Zebop!
Zebop! je enajsti studijski album skupine Santana, ki je izšel leta 1981. Album je večkrat izšel, tako je bilo ustvarjenih več barvnih ozadij naslovnice. Album vsebuje štiri single, single »Winning« je eden zadnjih komercialnih uspehov pred izidom albuma Supernatural, leta 1999. Uvrstil se je na 17. mesto lestvice Billboard Hot 100.

## Seznam skladb
| Stran 1 | Stran 1            | Stran 1                                                                      | Stran 1 |
| Št.     | Naslov             | Pisec                                                                        | Dolžina |
| ------- | ------------------ | ---------------------------------------------------------------------------- | ------- |
| 1.      | „Changes‟          | Cat Stevens                                                                  | 4:27    |
| 2.      | „E Papa Ré‟        | Carlos Santana, Richard Baker, David Margen, Orestes Vilató, Alex Ligertwood | 4:32    |
| 3.      | „Primera Invasion‟ | Lear, Margen, Alan Pasqua, Santana                                           | 2:08    |
| 4.      | „Searchin'‟        | Ligertwood, Santana, Chris Solberg                                           | 3:54    |
| 5.      | „Over and Over‟    | Rick Meyers                                                                  | 4:46    |
| 6.      | „Winning‟          | Russ Ballard                                                                 | 3:28    |

| Stran 2 | Stran 2                    | Stran 2                                       | Stran 2 |
| Št.     | Naslov                     | Pisec                                         | Dolžina |
| ------- | -------------------------- | --------------------------------------------- | ------- |
| 1.      | „Tales of Kilimanjaro‟     | Pasqua, Armando Peraza, Raul Rékow, Santana   | 3:24    |
| 2.      | „The Sensitive Kind‟       | J.J. Cale                                     | 3:32    |
| 3.      | „American Gypsy‟           | Ballard, Lear, Ligertwood                     | 3:39    |
| 4.      | „I Love You Much Too Much‟ | Alexander Olshanetsky, Don Raye, Chaim Tauber | 4:43    |
| 5.      | „Brightest Star‟           | Ligertwood, Santana                           | 4:49    |
| 6.      | „Hannibal‟                 | Ligertwood, Pasqua, Rékow, Santana            | 3:41    |

## Osebje

### Glasbeniki
- Alex Ligertwood – vokal, spremljevalni vokal
- Carlos Santana – kitara, tolkala, vokal, spremljevalni vokal
- Chris Solberg – kitara, klaviature, vokal, spremljevalni vokal
- Alan Pasqua – klaviature, vokal, spremljevalni vokal
- Richard Baker – klaviature, orgle, klavir, sintetizator
- David Margen – bas
- Graham Lear – bobni
- Armando Peraza – bongosi, tolkala, vokal
- Raul Rekow – konge, tolkala, spremljevalni vokal
- Orestes Vilató – tolkala, timbales, spremljevalni vokal

### Produkcija
- Bill Graham – producent
- Keith Olsen – inženir, producent
- Fred Catero – koproducent, inženir

## Lestvice in certifikati
| Leto | Lestvica      | Mesto |
| ---- | ------------- | ----- |
| 1981 | Billboard 200 | 9     |
| 1981 | Black Albums  | 36    |
| 1981 | Jazz Albums   | 10    |

| Leto | Singl                | Lestvica          | Mesto |
| ---- | -------------------- | ----------------- | ----- |
| 1981 | "Changes"            | Mainstream Rock   | 45    |
| 1981 | "Searchin'"          | Mainstream Rock   | 26    |
| 1981 | "Winning"            | Mainstream Rock   | 2     |
| 1981 | "Winning"            | Billboard Hot 100 | 17    |
| 1981 | "The Sensitive Kind" | Billboard Hot 100 | 56    |

| Regija          | Certifikat | Prodaja   |
| --------------- | ---------- | --------- |
| Francija (SNEP) | Zlat       | 100,000   |
| ZDA (RIAA)      | Platinast  | 1,000,000 |